# Segelfluggelände Gießen-Wieseck

i7
i11
i13
Das Segelfluggelände Gießen-Wieseck liegt westlich des Stadtteils Wieseck der Stadt Gießen im Landkreis Gießen in Hessen, etwa vier Kilometer nordöstlich des Stadtzentrums von Gießen.

## Flugbetrieb
Das Segelfluggelände ist mit einer 920 m langen und 25 m breiten Start- und Landebahn aus Gras (Richtung 08/26) ausgestattet. Es besitzt eine Betriebszulassung für Segelflugzeuge, nichtselbststartende Motorsegler, Motorflugzeuge, die bestimmungsgemäß zum Schleppen von Segelflugzeugen oder Motorseglern Verwendung finden, sowie für selbststartende Motorsegler und Ultraleichtflugzeuge, soweit sie dauernd auf dem Segelfluggelände stationiert sind. Der Start von Segelflugzeugen erfolgt per Flugzeugschlepp oder Windenstart. Der Halter und Betreiber des Segelfluggeländes ist der Flugsportverein Gießen e. V. Das Segelfluggelände wurde im September 1952 eröffnet. Der Flugsportverein Gießen e. V. wurde am 2. August 1950 gegründet.